# سوزان بلايكسلي
سوزان آن بلايكسلي (بالإنجليزية: Susanne Ann Blakeslee)‏ (مواليد 27 يناير 1956)  هي ممثلة صوتية وممثلة مسرحية موسيقية أمريكية. من بين أدوارها البارزة صوت واندا عرابة تيمي تيرنر الخيالية ووالدته السيدة تيرنر على مسلسل نيكلوديون الوالدان السحريان؛ وصوت ملافسينت في سلسلة ألعاب كينغدوم هارتس. كما أدت أصوات السيدة تريماين والملكة غريميلد وكوريلا دي فيل ومدام ليوتا في العديد من تتمات ديزني المصدرة للفيديو. في عام 2012، فازت بلايكسلي بجائزة أوفيشن لممثلة رئيسية في مسرحية موسيقية عن «فوربيدن برودواي غريتيست هيتس، المجلد 2».

## بدايات حياتها
ولدت بلايكسلي وترعرعت في لوس أنجلوس في 27 يناير 1956.

## المسرح
قدمت بلايكسلي عروضا في خشبة مسرح Forbidden Broadway من عام 1990 إلى عام 1994، وعملت كمصممة رقصات للعرض في عام 1994. وتشمل أدوارها المسرحية الأخرى «في القرن العشرين» (2003)؛ «ماذا لو؟» (2004). فازت بلايكسلي بجائزة أوفيشن لممثلة رائدة عن مسرحية موسيقية في عام 2012 عن دورها في «المرأة رقم 1» في «أفضل أعمال فوربيدن برودواي، الجزء 2».

## التمثيل الصوتي
قدمت بلايكسلي صوتها في الرسوم المتحركة وألعاب الفيديو والمتنزهات الترفيهية منذ التسعينيات. وهي معروفة بصوت شخصيتي واندا والسيدة تيرنر على المسلسل التلفزيوني The Fairly OddParents.
قدمت بلايكسلي أيضا الأصوات الحالية لمختلف الشخصيات في أفلام وبرامج شركة ديزني منذ أوائل عقد 2000، وبالأخص كرويلا ديفيل، والملكة غرومهيلد. ربما تعرف أكثر من قبل عشاق ديزني لتقليدها صورة الممثلة الراحلة إليانور أودلي بدور السيدة تريماين، وماليفيسينت، ومداما ليوتا.
هي الصوت الحالي لشخصية ماليفيسينت في سلسلة ألعاب الفيديو، كينغدوم هارتس (2002 إلى الوقت الحاضر)؛ وكرويلا دي فيل منذ التتمة، 101 Dalmatians II: Patch's London Adventure الذي أصدر مباشرة إلى الفيديو عام 2002؛ والمسلسل التلفزيوني، دار الفار (2001-2003). كما قدمت أصوات هذه الشخصيات أيضًا في منتزه ديزني الترفيهي وألعاب الفيديو الأخرى.
كما أنها الصوت الحالي للسيدة تريمين في تتمات الفيديو لأفلام سندريلا؛ وأدت أيضا صوت سيدة تريمين والملكة غريميلده في لعبة فيديو السابقة، كينغدوم هارتس: بيرث باي سليب (2010).
منذ عام 2001، تم استخدام صوت بلايكسلي لشخصية مدام ليوتا في قسم هونتد مانشن هوليداي في ديزني لاند.

## وصلات خارجية
سوزان بلايكسلي على موقع IMDb (الإنجليزية)
- سوزان بلايكسلي على موقع ميوزك برينز (الإنجليزية)
- سوزان بلايكسلي على موقع ديسكوغز (الإنجليزية)
- سوزان بلايكسلي على موقع قاعدة بيانات الفيلم (الإنجليزية)